# 藤田真澄
藤田 真澄（ふじた ますみ、1998年9月27日 - ）は、日本の俳優、TikToker。
劇団『-4cus-』（フォーカス）のリーダー。有限会社オンリーユー所属。

## 来歴
栃木県河内郡上三川町出身。桜美林大学卒業。身長171cm、血液型はA型。
自身が目立ちたがり屋な性格であることから、俳優を志す。中学生の頃に覚悟を決め、親へ俳優になることを宣言した。
2017年、自らが主宰として、大学の同級生である児玉康希（こだま こうき・俳優）、斉藤陽葵（さいとう はるき・俳優）、福本大樹（ふくもと たいき・ダンサー）と共に劇団『-4cus-』（フォーカス）を立ち上げ、活動を開始する。同劇団名のYouTubeチャンネル、TikTokアカウントが存在する。
TikTokを初めたのは、コロナ禍に暇な時間ができたことがきっかけ。元々は「アンチティックトック」だったが、実際に動画を見ると「面白い」と感じ、誰でも有名になれる環境があることに気づく。2020年6月からTikTokに『あるある動画』の投稿を始める。
動画のコメント欄で「自分で擬音を言うのが面白い」と言われたこと、自身がアニメ好きであることから、『擬音系TikToker』『アニメあるある』のスタイルが確立されていった。
2021年8月、TikTokのフォロワー数が20万人に到達する。
2022年、フジテレビドラマ『ナンバMG5』で西田リョウ役としてレギュラー出演を果たす。
2023年、小林芽（こばやし めい・俳優）、若尾颯太（わかお そうた・俳優）と共に『華の金曜日』を結成。同名義でYouTubeチャンネル、TikTokアカウントが存在する。
2024年、-4cus-のTikTokアカウント登録者数が10万人を突破。

## 人物

### 趣味・特技
- 特技はものまね、サッカー[1]。ものまねのレパートリーは多数で、自身のライブ配信等で披露している。
- 趣味はカラオケ、ギター、お笑い[1]。
- ヨーロッパ企画のファン[14]。『エンドレスチャンネルエイト』(2021年1月31日、ヨーロッパ企画のYou宇宙be)[15]、『男コピーライター、育休をとる。』(2021年7月9日-8月13日、監督 - 山口淳太/ヨーロッパ企画)、『ゲトレ夕暮れ大暴れ』(2023年、監督 - 山口淳太/ヨーロッパ企画)などの作品で関わりがある。
- アイドルユニット神宿のファン。推しメンバーは、羽島みき[16]。
- アニメが好きで、1番好きなアニメは『日常』[16]。
- 好きなアーティストは、ASIAN KUNG-FU GENERATION[17]、ゲスの極み乙女[2]、BiSH[18]など。

### 名前
- 藤田真澄は、芸名ではなく本名[19]。
- 愛称は「ますみん」。ファンネームの「ます民」は、この愛称が由来である[20]。

### 家族構成
- 家族構成は父、母、姉[19]。
- 父は、学校の校長先生をしている[19]。
- 姉は調香師として-4cus-公演『あたれ!会心の一撃』(2021年)[5]や『はじめまして、ゾンビです。』(2022年)[5]では、ルームフレグランスがグッズとして販売された[21][22]。
- 実家で1匹猫を飼っていて、名前はりおん[23]。

### 学生時代
- 学生時代、サッカー部に所属していた[2]。
- 中学生の頃に生徒会長を務めていたが、文化祭などのイベント事にしか参加しておらず、他の作業を怠っていたため5、6人の先生に囲まれて怒られた経験がある[24]。
- 高校生の頃は、軽音楽部に所属していた[2]。

### メンバーカラー
- -4cus-内でのメンバーカラーは、青色。

### 価値観・考え方
- 横浜を「第二の故郷」としている[25]。毎年クリスマスの時期になると、1人で赤レンガ倉庫へ足を運ぶ[26]。
- お芝居をする上では「適切に尖る」「個性を出す」事にこだわっていて、周りの人から自分についての話を聞くことで、どう見られているのかを把握するようにしている[27]。
- 「その人になってしまう」という理由で、憧れの俳優や目指している俳優はいない[19]。

## 出演

### 映画
- 約束のドライブ（2021年）-高橋健太 役
- 朝露の如く(2021年)-ヤス 役[28]
- アクトレス・モンタージュ（2022年）-啓太郎 役
- たかせんぼう（2023年）
- 踊る大捜査線シリーズ - 乃木の同僚警官 役
  - 室井慎次 敗れざる者（2024年）
  - 室井慎次 生き続ける者（2024年）

### ドラマ
- 親バカ青春白書(2020年8月2日-9月13日、日本テレビ）-大学生 役
- 男コピーライター、育休をとる。(2021年7月9日-8月13日、WOWWOWプライム)-旦那さん 役(第3話)
- ザ・トラベルナース(2022年10月20日-12月8日、テレビ朝日)-黒沢 役(第7話)
- ナンバMG5(2022年4月13日-6月22日、フジテレビ)-西田リョウ 役
- エンジェルシンク333 シーズン2(2023年4月23日-2023年12月28日配信、カンフェティ ストリーミング)[29][30]-歩きスマホ男 役[31]
- ゲトレ夕暮れ大暴れ(2023年、Paraviオリジナルストーリー)-十文字哲太 役(第5話)
- 対ありでした。 〜お嬢さまは格闘ゲームなんてしない〜(2023年、Leminoオリジナルドラマ)-アブラハム 役
- バイバイ、マイフレンド(2023年5月9日-5月30日)-嶌崎伊月 役
- さらば、銃よ 警視庁特別銃装班（2023年4月14日 - 、Lemino） - 八神天馬 役[32]

### 舞台
- グッドラブストーリー(2018年、-4cus-旗揚げ公演)-出演・演出[5]
- いっか、団らん(2019年、-4cus-公演)
- PSYCHO-PASS Virtue and Vice 2(2020年)-沼田清彦 役
- あたれ!会心の一撃(2021年、-4cus公演)[5]
- タクフェス第9弾『天国』(2021年)-出演・演出助手[33]
- わたなべやしき第5弾『ナスとオクラ』(2022年)[34]
- はじめまして、ゾンビです。(2022年、-4cus-公演)-出演・演出[5]
- PSYCHO-PASS サイコパス Virtue and Vice 3(2024年)-神楽章 役

### ショートムービー
- エンドレスチャンネルエイト(2021年1月31日、ヨーロッパ企画のYou宇宙be)[15]
- 時田くんのレンズには(2022年2月21日、TRYANGLE TV)-キロス 役[35]

### ショートドラマ
- 「逆転JKりり」ドラマシリーズ(2023年12月31日、CUL DRAMA)-先生 役(第3話)[36]
- 「本当の俺を見てくれよ!!」イケメン男子が素顔を隠して転校した結果...(2024年6月23日、CUL DRAMA)-先生 役[37]
- 「あなたのことが死ぬほど嫌いです」（2025年4月28日、BUMP・DramaBox・FANY: D）[38]

### 声優
- 神化転生戦記VARZ/ヴァーズ(2023年)-ノワール 役[39]

### バラエティ
- ヒロミ・指原の”恋のお世話始めました”＃43(2021年9月16日、ABEMA)[40]

### ラジオ
- オフィス・イヴのYouTube研究室！(2022年12月7日、渋谷クロスFM)[41]
- Accent〜アクセント〜(2022年1月17日、CRT栃木放送)[42]
- ヤング＆アダルト2022(2022年3月31日、CRT栃木放送)[43]

### 映像広告
- auビジョンムービー『新入社員編』(2021年)[1]
- カラオケまねきねこ『メタカラ～誰でも手軽に体験できる、気がつけば超熱中してしまうカラオケサービス』(2023年)[1]

## 活動
- 2021年、オンライン通話アプリ『onlylive』(オンリーライブ)開催のイベントで3位に入賞。同アプリ初のリアルイベント『onlylive Experience Event』が渋谷MODIで行われ、大型ビジョンで放映されたCMに出演。同イベントでは、グッズ販売や等身大パネルの展示も行われた。[44][45]

- 2023年、Z世代インフルエンサープロジェクト『Influencerz'』(インフルエンサーズ)のメンバーとして、モスバーガーが提供した『ソイシーバーガー〜ソイのおさかな風フライ〜』の販売促進活動などに貢献した[46]。